# 豹斑海参
豹斑海参（学名：Holothuria pardalis）为海参科海参属的动物。分布于印度-西太平洋区域、西印度群岛、加拉巴哥斯群岛、巴拿马、台湾岛以及中国大陆的海南岛、西沙群岛等地，常生活于珊瑚礁沙内。该物种的模式产地在夏威夷群岛。
种加词 pardalis 意为“豹纹的”。

## 形态特征
呈臘腸形，長10到20公分，兩端逐漸變細。腹面顏色淡，為乳黃色或黃色並雜有褐色斑；背部顏色較深，為淡黃褐色並有8到10對紫黑色斑塊。觸手小呈楯狀，有17到20隻。动物生活在珊瑚礁海域潮间带岩块下，或珊瑚骨骼碎片及珊瑚礁沙下。动物主要以水层中及基底上的有机碎屑为食，食性介于底食及滤食之间。活动性很小，要搬动石块才可发现。

## 分布
為熱帶印度─西太平洋常見種。此物種在臺灣地區則分布在墾丁的萬里桐及南灣，但數量稀少。